# Callistosporium marginatum
Callistosporium marginatum är en svampart som först beskrevs av Charles Horton Peck, och fördes till Callistosporum av Howard Elson Bigelow 1976. Callistosporium marginatum ingår i släktet Callistosporium och familjen Tricholomataceae.   Inga underarter finns listade i Catalogue of Life.